# Trichomanes humboldtii
Trichomanes humboldtii är en hinnbräkenväxtart som först beskrevs av V. d. Bosch, och fick sitt nu gällande namn av David Bruce Lellinger. Trichomanes humboldtii ingår i släktet Trichomanes och familjen Hymenophyllaceae. Inga underarter finns listade.